# Résolution 118 du Conseil de sécurité des Nations unies
Membres permanents
- Chine (Taïwan)
- États-Unis
- France
- Royaume-Uni
- URSS

Membres non permanents
- Australie
- Belgique
- Cuba
- Iran
- Pérou
- Yougoslavie

Résolution no 117 Résolution no 119
La résolution 118 du Conseil de sécurité des Nations unies est une résolution du Conseil de sécurité des Nations unies adoptée le 13 octobre 1956.
Cette résolution, la huitième de l'année 1956, relative aux exigences quant au règlement de l'affaire de la crise du canal de Suez, constate que tout règlement de cette affaire devra répondre aux exigences suivantes :
- le transit à travers le canal sera libre et ouvert,
- la souveraineté de l'Égypte sera respectée,
- le fonctionnement du canal sera soustrait à la politique de tous les pays,
- les péages et frais seront convenus entre l'Égypte et les usagers,
- une part des sommes perçues sera affectée a l'amélioration du canal,
- les différends seront réglés par un tribunal d'arbitrage.

La résolution a été adoptée à l'unanimité.

## Contexte historique
À la suite de la nationalisation du canal de Suez par Nasser, les gouvernements français et britanniques avec l'appui d'Israël lancent une opération militaire pour en reprendre le contrôle déclenchant la crise du canal de Suez. 
La pression internationale oblige ces pays à retirer leurs forces d'Égypte quelques jours plus tard.

## Texte
- Résolution 118 sur fr.wikisource.org
- Résolution 118 sur en.wikisource.org